# Yamauchi Haruki
Haruki Yamauchi (sinh ngày 9 tháng 2 năm 1992) là một cầu thủ bóng đá người Nhật Bản.

## Sự nghiệp câu lạc bộ
Haruki Yamauchi đã từng chơi cho Zweigen Kanazawa, Matsue City FC và Japan Soccer College.